# Amphiute
Amphiute és un gènere d'esponja calcària de la familia Grantiidae. Aquest gènere va ser descrit per primera vegada per Hanitsch el 1894.

## Taxonomia
El gènere inclou diverses espècies,
- Amphiute lepadiformis (Borojevic, 1967)
- Amphiute paulini (Hanitsch, 1894)